# EuroCup Challenge
De EuroCup Challenge was de vierde professionele basketbalcompetitie met teams van landen die aangesloten waren bij FIBA Europe, na de EuroLeague, EuroCup en de EuroChallenge. Elk jaar promoveerde de winnaar naar de meer prestigieuze FIBA EuroChallenge-competitie.

## Verschillende namen voor het toernooi
- 2002 tot 2003 - FIBA Europe Champions Cup / FIBA Europe Regional Challenge Cup
- 2004 tot 2005 - FIBA Europe Cup
- 2006 tot 2007 - FIBA EuroCup Challenge

## Winnaars van de EuroCup Challenge
| Jaar         | Plaats       | Winnaar              | Winnaar              | Uitslag                    | Tegenstander       | Tegenstander            |                                             | 3e                                          | 3e                                          | Uitslag                                     | 4e                                          | 4e |
| ------------ | ------------ | -------------------- | -------------------- | -------------------------- | ------------------ | ----------------------- | ------------------------------------------- | ------------------------------------------- | ------------------------------------------- | ------------------------------------------- | ------------------------------------------- | -- |
| 2003 (FECC)  | Thessaloniki | Aris BC              | Aris BC              | 84 - 83                    | Prokom Trefl Sopot | Prokom Trefl Sopot      | BK Ventspils                                | BK Ventspils                                | 91 - 90 (OT)                                | Hemofarm Vršac                              | Hemofarm Vršac                              |    |
| 2003 (FERCC) | Marioepol    | North                | Azovmasj Marioepol   | 88 - 61                    | North              | Bayer Giants Leverkusen | North                                       | Kaposvári KK                                | 86 - 59                                     | North                                       | Chimik Joezjne                              |    |
| 2003 (FERCC) | Limasol      | South                | Proteas EKA AEL      | 92 - 82                    | South              | KK Igokea               | South                                       | West Petrom Arad                            | 79 - 65                                     | South                                       | Pizza Express Apollon                       |    |
| 2004         | İzmir        | Mitteldeutscher BC   | Mitteldeutscher BC   | 84 - 68                    | JDA Dijon          | JDA Dijon               | Tuborg Pilsener                             | Tuborg Pilsener                             | 94 - 53                                     | Dinamo Oblast Moskou                        | Dinamo Oblast Moskou                        |    |
| 2005         | Ploiești     | CSU Asesoft Ploiești | CSU Asesoft Ploiești | 75 - 74                    | Lokomotiv Rostov   | Lokomotiv Rostov        | Dinamo Oblast Moskou                        | Dinamo Oblast Moskou                        | 79 - 45                                     | Bandırma Banvitspor                         | Bandırma Banvitspor                         |    |
| 2006         | -            | Ural-Great Perm      | Ural-Great Perm      | 154 - 147 (67-80 / 74-80)  | Chimik Joezjne     | Chimik Joezjne          | Olympia Larissa Lappeenrannan NMKY          | Olympia Larissa Lappeenrannan NMKY          | Olympia Larissa Lappeenrannan NMKY          | Olympia Larissa Lappeenrannan NMKY          | Olympia Larissa Lappeenrannan NMKY          |    |
| 2007         | -            | CSK VVS Samara       | CSK VVS Samara       | 184 - 166 (85-83 / 101-81) | Keravnos Strovolos | Keravnos Strovolos      | Pizza Express Apollon Dnipro Dnipropetrovsk | Pizza Express Apollon Dnipro Dnipropetrovsk | Pizza Express Apollon Dnipro Dnipropetrovsk | Pizza Express Apollon Dnipro Dnipropetrovsk | Pizza Express Apollon Dnipro Dnipropetrovsk |    |

## Winnaars aller tijden
| Cups | Club                 | In   |
| ---- | -------------------- | ---- |
| 1    | Aris BC              | 2003 |
| 1    | Mitteldeutscher BC   | 2004 |
| 1    | CSU Asesoft Ploiești | 2005 |
| 1    | Ural-Great Perm      | 2006 |
| 1    | CSK VVS Samara       | 2007 |

## Per land
| Cups | x clubs | Land        |
| ---- | ------- | ----------- |
| 2    | 2       | Rusland     |
| 1    | 1       | Griekenland |
| 1    | 1       | Duitsland   |
| 1    | 1       | Roemenië    |